# Microterys xanthopsis
Microterys xanthopsis är en stekelart som beskrevs av Compere 1926. Microterys xanthopsis ingår i släktet Microterys och familjen sköldlussteklar. Inga underarter finns listade i Catalogue of Life.